# 沿岸警備隊
本項目では、各国の沿岸警備隊（えんがんけいびたい、英語: Coast guard）について述べる。おおむね海上の安全、治安および環境保護に関する業務を扱っているが、下記の通り位置づけや所掌業務が極めて多彩である。また日本語訳も定まっておらず、英語を直訳した沿岸警備隊のほか、そのまま片仮名に転写したコーストガード、また海上保安庁に類似する組織として海上保安機関（かいじょうほあんきかん）なども用いられているが、本項目では「沿岸警備隊」の表記を用いる。

## 概説
沿岸警備隊の歴史はいずれも比較的浅く、100年を超える歴史を持つものは一部であり、多くが数十年の歴史に過ぎない。しかし国連海洋法条約（UNCLOS）の検討・採択とあわせて、1970年代以降に沿岸警備隊の設立が増加しており、2000年以降は更にその動きが加速している。
海上保安庁では、2017年より、各国沿岸警備隊の長官による多国間協議として「世界海上保安機関長官級会合」（Coast Guard Global Summit）を開催している。この会合に参加した機関の多くが、自らの組織の英語名称として「コーストガード」を名乗っているが、その位置づけや所掌業務は極めて多彩である。
例えばアメリカ沿岸警備隊や海上保安庁は、海上の安全、治安および環境保護に関する業務を専任的・総合的に実施している。これに対し、カナダ沿岸警備隊やイギリス沿岸警備隊は主として海上の安全および環境保護を、中国海警局は主として海上の治安維持を任務とする。またベルギー沿岸警備隊のように自らは実働勢力を持たず調整機能に徹する機関もあれば、モルディブ沿岸警備隊のように実質的に海軍としての機能を代行している機関もある。

## 機能
沿岸警備隊が実施する海上の安全、治安および環境保護に関する業務は、それぞれの国の社会的・地理的環境などに応じて決定されているが、おおむね次のようなものが包含されている。

### 海上の安全の確保
海上の人命および資産を保護し、海上での円滑・安全な経済活動を確保する業務であり、海上における事故・災害の防止および対応、海上交通の管理、水路の調査・保全、海上における捜索救難等が含まれる。海上経済活動の活発化や船舶の大型化、気候変動による大規模災害の発生危険性の拡大により、沿岸国において、このような業務の重要性は高まっている。
海上におけるこのような業務の実施にあたっては、船艇・航空機といった実働勢力に加えて、安全に関する情報の提供や遭難情報の取り扱いのための通信施設が不可欠である。かつては、これらの業務は海軍が実施する国が多かったが、沿岸警備隊を立ち上げた国ではこちらが所掌するようになっている。
陸上の場合は、消防・救急業務を行う消防機関は法執行機関と分業されているのに対し、海上においては、救難・災害対応と海上法執行とはほぼ同種の船艇・航空機で対応可能であることから、多くの国では効率の観点からこれらの業務が分化せず、沿岸警備隊において一体的に対応するように発展してきている。

### 海上の治安の確保
海洋は輸送や漁業、レジャーなど様々な活動の場であり、また沿岸国にとっては国境ともなることから、その治安 (Maritime security) の確保が不可欠となる。かつては、条約上の執行権行使の主体は軍艦が担ってきたが、沿岸警備隊の整備が進むにつれて、こちらが運用する船舶（公船）に重点が移ってきている。例えば1958年に署名された公海に関する条約では、条文によって、権限行使の主体として軍艦と公船の両方を規定している場合と軍艦のみを規定している場合とがあったが、1982年に署名された国連海洋法条約では、軍艦とは別に公船も権限行使の主体として明記された。
公共の安全と秩序の維持
海上における犯罪の予防・鎮圧、犯罪の捜査、被疑者の逮捕、法令の励行、その他の公共の安全の秩序の維持といった海上における法執行業務は、陸上と同様、沿岸国にとって不可欠の業務である。一方、土地である領土と異なり、領海においては外国船舶の無害通航が認められていることから、領海内に進入した外国船舶が無害とみなされない活動を行っていないかを確認し、必要な措置を執ることも海上領域では必要となる。
国境の管理
国境の管理に関連した税関や出入国管理、検疫、薬物規制といった業務は、海上においても不可欠である。通常、これら国境の管理に関連する業務については、地上においてそれらの業務を担当する諸機関が海上でも引き続き担当することが多いが、これらの機関が保有する船舶は小型のものが多いことから、より大型の船舶を保有する沿岸警備隊が関与する国も増えている。
領域の警備
沿岸国にとって、領域の外縁である国境の管理だけでなく、領域そのものの警備・保全は常態的に不可欠な業務である。上記の外国船舶による無害通航の確認も、自国領域に関する主張の対外的抵抗力を維持するという側面もある。とりわけ、侵害船舶が軍艦や公船である場合には、国際法上、これらの船舶に対する立入検査や拿捕といった措置は実施し得ないが、その侵害行為は侵害船舶の旗国の意思を体現したものにもなり得ることから、現場における国家としての意思表示や対応は、外交的対応とともに、領域の保全において極めて重要である。またこのような場合に、軍艦同士の対峙となると緊張が高まることから、沿岸警備隊の船艇で対応することが緊張の拡大防止に資するとの認識も広まっている。
海洋権益の保全
国連海洋法条約により、沿岸国は排他的経済水域（EEZ）および大陸棚において、生物・非生物の天然資源の探査・開発等に関する主権的権利を有する。水産資源に対する密漁は古くから問題になってきたが、海底資源についても、違法な探査・開発などの活動の監視・防止が重要になっている。

### 海洋環境の保護
国連海洋法条約により、沿岸国はEEZ内において海洋環境の保護および保全に関する管轄権を有し、外国船舶による海洋汚染に対して、関連する国際的な規則に従って、所要の防止・規制などの措置をとることができる。
本来、これらの業務は各国の環境当局の業務ではあるが、海洋汚染の監視・確認、取締や防除といった業務には船艇・航空機等の実働勢力が不可欠であることから、沿岸警備隊の主要業務の一つとなっている。

## 組織形態
沿岸警備隊の組織形態は多彩だが、大きく分けて、独立機関である場合、他の主要任務を有する機関の傘下に設置されている場合、各組織の調整機関である場合がある。なお、各機関が実施する海上保安業務の内容はそれぞれ異なっており、また海上保安業務にあわせて軍事機能を有するものもあり、その任務は多彩である。

### 独立の機関
他の実働機関に属さずに独立して、上記のような機能を実施している機関である。
総合的に実施している機関としては、アメリカ沿岸警備隊や海上保安庁のほか、大韓民国の海洋警察庁やインド沿岸警備隊、マレーシア海上法執行庁、フィリピン沿岸警備隊やコスタリカ沿岸警備隊などがある。これらの沿岸警備隊が所属する行政機関は、アメリカが国土安全保障省、日本が国土交通省、大韓民国が海洋水産部、インドが国防省、マレーシアが内務省、フィリピンが運輸省など様々である。またコスタリカのように、軍事組織を有さない国でも、沿岸警備隊は有している場合もある。
一方、独立機関ではあるが、上記のとおり、カナダやイギリスの沿岸警備隊のように、主として海上の安全および環境保護を任務としているものもある。この場合は海上の治安に関する業務は他の機関が実施しているものと考えられ、例えばイギリスでは海軍が洋上法執行の実働機関となっているほか、密輸防止などには内務大臣指揮下の国境部隊も用いられる。
またパキスタンでは、洋上を担当する海上警備庁と、沿岸部・河川を担当する沿岸警備隊という2つの独立機関が併存している。

### 他の主要任務を有する機関傘下の機関

#### 軍事機関
海軍など、軍事活動を主任務とする軍事機関本体、あるいはその下部組織が上記のような機能を負っている場合である。
ブラジルやメキシコでは海軍自身が沿岸警備隊を兼任している。ポルトガルでは、海軍司令長官（参謀総長）が海事行政および海上法執行を統括する国家海事当局 (National Maritime Authority) を兼務する形で、海軍が海上保安業務を担当している。一方、ノルウェー沿岸警備隊やイタリア沿岸警備隊は海軍の下部組織として設置されているが、これらの沿岸警備隊は海上保安業務を専任的・総合的に実施しており、その意味では独立の沿岸警備隊に類似する。その他、モルディブやセントクリストファー・ネイビス、セーシェルやトリニダード・トバゴでは、国内に海軍が存在しないため、沿岸警備隊がその機能を代行している。
なお、現代では軍を法執行に使用することを差し控えるという考え方が広まっており、軍を用いる場合でも、軍法ではなく一般法に基づき、文民組織に準じて行動することが原則となっている。イギリスの場合はこれをマンスフィールド原則と称しており、文民当局に対する軍の支援 (MACP) の原則として位置づけられる。

#### 国境警備機関
国境警備隊またはその海上部門が上記のような機能を負っている場合である。ロシア国境軍の海上部門は英語名として「コーストガード」を名乗っている。またオーストラリア国境警備隊には、海軍少将を指揮官とする海上国境司令部 (MBC) が設置され、国境警備隊および海軍の実働勢力を使って海上保安業務を実施している。

#### 治安警察機関
一般警察機関とは別の準軍事組織として設けられた治安警察・国家憲兵またはその下部組織が上記のような機能を負っている場合である。中国人民武装警察部隊の傘下にある中国海警局や、スペイン治安警備隊の傘下にある海上部隊 (SEMAR) があり、中国海警局は英語名として「コーストガード」を名乗っている。

#### 一般警察機関
一般警察機関またはその海上部門が上記のような機能を負っている場合である。シンガポール警察隊の警察沿岸警備隊やモーリシャス警察隊の沿岸警備隊のほか、軍を保有していない多くの島嶼国家でもこの形態がとられている。

### 調整機関
上記のような機能を負う単独の機関を設けるのではなく、警察、税関、海運当局、漁業当局、海軍などの様々な関係機関が、調整機関の調整の下に、それぞれの所掌内でこれらの機能を負っている場合である。
例えばベルギー沿岸警備隊は実働部隊を持たず、調整機関として、連邦政府と地方政府の関係諸機関の海上保安業務に関する調整を行っている。ドイツの連邦沿岸警備隊（Küstenwache des Bundes）は、関係諸機関の実働部隊に対する総称であり、調整機関である海上保安センター（MSZ）が、その内部に設置された合同状況把握センター（GLZ-See）を通じて運用調整を行っている。またフランスでは、海洋事務総局（SGMer）が調整機関として、コーストガード機能運用センター（Centre opérationnel de la fonction garde-côtes, CoFGC）を通じて、海上憲兵隊など関係諸機関の実働部隊の調整を行っている。
なお、インドネシアでは、調整機関を母体として、実働部隊を有する総合的・専任的な沿岸警備隊であるインドネシア海上保安機構 (BAKAMLA) を設置した。

## 武力紛争法上の地位
軍事機関、国境警備機関の如何を問わず、当該国政府によって軍隊の地位を付与され、または武力行使を伴う軍事的任務を国内法上付与されている機関については、国際法上の軍隊（armed forces）として取り扱われ、国際法上合法的に戦闘に参加する事が可能であり、戦闘員資格・捕虜資格も有するとされる。また、文民警察機関としての沿岸警備隊・海上警察であっても、これを海軍へと公式に編入し、敵対する紛争当事者に通知する事で合法的な軍隊として取り扱われる。
一方で、2023年2月末現在、軍隊へ編入されておらず指揮系統を異とし、また当該国の国内法上も武力行使を伴う軍事的任務を付与されていない治安警察機関、一般警察機関としての文民の沿岸警備隊（Coast Guard）ないし海上警察（Maritime Police）といった一定の武装組織を、どのような場合に「軍隊（armed forces）」として扱うか、どこまでなら軍隊に至らない「武装した法執行機関（armed law enforcement agency）」として扱うのかを機能的側面から明示的に定義した国際条約は存在していない。
この場合、一般的に「軍隊ではない海上警察」は「文民ないし民用物」と定義され、軍隊からの攻撃から保護されると解される一方で、その構成要員及び装備・施設が「敵対行為への直接的参加」ないし「軍事目標の定義を満たす」場合は、文民としての保護が消滅し、軍隊からの国際法上合法的な攻撃対象となる。いかなる場合に文民としての保護が消滅するかについては沿岸警備隊・海上警察であることによる特殊性は無く、他の文民機関と同様であるとされる。一例として、必ずしも海上警察へ直接適用できるとは限らないものの、民間商船が合法的な軍事目標となり得る敵対行為の例として「機雷敷設・掃海、海底パイプライン切断等の破壊工作、中立国商船への臨検、他の商船への攻撃」、「軍隊の輸送、軍艦への補給等の海軍補助船舶としての活動」、「当該国の軍事系情報システムに統合されている場合又はそれを支援する場合（偵察、早期警戒、監視、C4ISRに係る任務への従事）」、「軍艦又は軍用航空機の護衛下で行動する場合」、「停船命令を拒否、拿捕に積極的に抵抗する場合」、「軍艦に損害を与える程度に武装する場合、ただし個人携行用の軽火器やチャフ等の回避システムを除く」、「軍事物資の輸送等、軍事活動に効果的に貢献する場合」が例示されている。特に、海戦法規においては「軍事情報の送信は敵対行為である」と解されており、哨戒活動を恒常的な任務とする沿岸警備隊・海上警察が武力紛争相手国の海軍艦艇位置情報の通報を行った場合、文民・民用物としての保護を喪失し合法的な攻撃目標となるとされている。
一方で、法執行機関としての比例原則でその装備が通常説明できない大口径砲や対地対艦ミサイルを装備するならば、武力行使を伴う軍事的任務を付与された実質的な軍隊及として国際法上取り扱われ、軍事目標の定義を満たす可能性はあるものの、どこまでの装備なら法執行機関として許容され得るのかについての定説はもとより、それを明確に定義した国際条約や国際司法機関の裁定、安保理決議等は2023年2月末時点で存在していない。

## 各国沿岸警備隊の一覧
アジア・オセアニア
- インド
  -  インド沿岸警備隊（ICG : Indian Coast Guard）
- インドネシア
  - 沿岸警備隊（Indonesian Coast Guard）
- オーストラリア
  - 国境警備隊（英語版） 海上国境司令部 (Maritime Border Command)
- 韓国
  -  海洋警察庁（Korea Coast Guard: KCG）
- シンガポール
  -  シンガポール警察沿岸警備隊
- スリランカ
  -  スリランカ沿岸警備隊（Sri Lanka Coast Guard）
- タイ
  - 水上警察（Royal Thai Marine Police）
- 中華民国（台湾）
  -  海巡署（Taiwan Coast Guard: TCG）
- 中国
  -  中国海警局（China Coast Guard、略称「中国海警」）
- トルコ
  -  トルコ沿岸警備隊（Sahil Güvenlik）
- トンガ
  -  トンガ海軍（Tongan Maritime Force）
- 日本
  -  海上保安庁（Japan Coast Guard: JCG）
- ニュージーランド
  - 沿岸警備隊（Royal New Zealand Coastguard）
- パキスタン
  - 海上警備庁（英語版）（Maritime Security Agency）
  - 沿岸警備隊（英語版）（Pakistan Coast Guard）
- バングラデシュ
  -  バングラデシュ沿岸警備隊 (Bangladesh Coast Guard)
- フィリピン
  - 沿岸警備隊（PCG : Philippine Coast Guard）
- ベトナム
  -  ベトナム海上警察（Vietnam Coast Guard）
- マレーシア
  - 海上法執行庁（英語版）（Malaysian Maritime Enforcement Agency）
- モルディブ
  -  モルディブ沿岸警備隊

アメリカ州
- アメリカ合衆国
  -  アメリカ沿岸警備隊（United States Coast Guard: USCG）
- アルゼンチン
  - 水上警察（Prefectura Naval Argentina）
- カナダ
  -  カナダ沿岸警備隊（Canadian Coast Guard: CCG）
- グレナダ
  -  グレナダ沿岸警備隊（Grenadian Coast Guard）
- ハイチ
  - 沿岸警備隊（Haitian Coast Guard）
- パナマ
  - パナマ航空海洋部隊 (National Aeronaval Service)

ヨーロッパ
- 欧州連合
  - 欧州国境沿岸警備機関（European Border and Coast Guard Agency）
- アイスランド
  - アイスランド沿岸警備隊（Landhelgisgæslan）
- イギリス
  -  イギリス沿岸警備隊（His Majesty's Coastguard: HMCG）
- イタリア
  -  イタリア沿岸警備隊（Guardia Costiera）
- オランダ
  -  オランダ沿岸警備隊 (kustwacht)
- ギリシャ
  -  ギリシャ沿岸警備隊（Hellenic Coast Guard）
- ジョージア
  - 沿岸警備隊（Coast Guard of Georgia）
- スウェーデン
  -  スウェーデン沿岸警備隊 (Kustbevakningen)
- スペイン
  - 治安警察海上部隊（Servicio Marítimo de la Guardia Civil）
- ドイツ
  - 連邦沿岸警備隊（ドイツ語版）
- ノルウェー
  -  ノルウェー沿岸警備隊（Kystvakten）
- フランス
  - コーストガード機能運用センター（CoFGC） - 海軍や海上憲兵隊などを指揮する。
- ブルガリア
  - ブルガリア内務省国家国境警察庁
- フィンランド
  - 国境警備隊（Suomen rajavartiolaitos）
- ポルトガル
  - 国家海事当局 (SAM)  - 海軍や国家警備隊などを指揮する。
- ロシア
  -  ロシア国境軍 (Coast Guard of the Border Service of the FSB)
- ウクライナ
  -  ウクライナ海軍沿岸防衛部隊